# Storbritannien i olympiska sommarspelen 1972
Storbritannien deltog med 284 deltagare vid de olympiska sommarspelen 1972 i München. Totalt vann de fyra guldmedaljer, fem silvermedaljer och nio bronsmedaljer.

## Medaljer

### Guld
- Mary Peters - Friidrott, femkamp.
- Richard Meade - Ridsport, fälttävlan.
- Richard Meade, Mary Gordon-Watson, Bridget Parker och Mark Phillips - Ridsport, fälttävlan.
- Rodney Pattisson och Christopher Davies - Segling, Flying Dutchman.

### Silver
- Martin Reynolds, Alan Pascoe, David Hemery och David Jenkins - Friidrott, 4 x 400 meter stafett.
- David Starbrook - Judo, halv tungvikt.
- Ann Moore - Ridsport, hoppning.
- Alan Warren och David Hunt - Segling, Tempest.
- David Wilkie - Simning, 200 meter bröstsim.

### Brons
- Ralph Evans - Boxning, lätt flugvikt.
- George Turpin - Boxning, bantamvikt.
- Alan Minter - Boxning, lätt mellanvikt.
- William Moore, Michael Bennett, Ian Hallam och Ronald Keeble - Cykling, lagförföljelse.
- Ian Stewart - Friidrott, 5 000 meter.
- David Hemery - Friidrott, 400 meter häck.
- Brian Jacks - Judo, mellanvikt.
- Angelo Parisi - Judo, öppen klass.
- John Kynoch - Skytte, löpande mål, 50 meter.